# Turzec (Białoruś)
Turzec (biał. Турэц) – agromiasteczko w rejonie Korelicze obwodu grodzieńskiego na Białorusi, centrum administracyjne sielsowietu. Położona na trasie Mir – Korelicze – Nowogródek.
Znajduje się tu parafialna cerkiew prawosławna pw. Opieki Matki Bożej.

## Historia
Pierwsza wzmianka o miejscowości pochodzi z Latopisu Halicko-Wołyńskiego (1276). 
Od XII wieku należała do Wielkiego Księstwa Litewskiego. Po III-cim rozbiorze Rzeczypospolitej w 1795 r. znalazła się na terenie Cesarstwa Rosyjskiego.
W II Rzeczypospolitej miasteczko położone w powiecie i województwie nowogródzkim. Od 1926 r. w powiecie stołpeckim. Od 25 października 1930 r. siedziba gminy wiejskiej Turzec.

## Urodzeni
- Barys Rahula (1920–2006) – białoruski emigracyjny publicysta i działacz narodowy
- Sergiusz Soroko (1915–1995) – białoruski nauczyciel i działacz polityczny, poseł na Sejm PRL I kadencji (1952–1956)